# Louis Grier

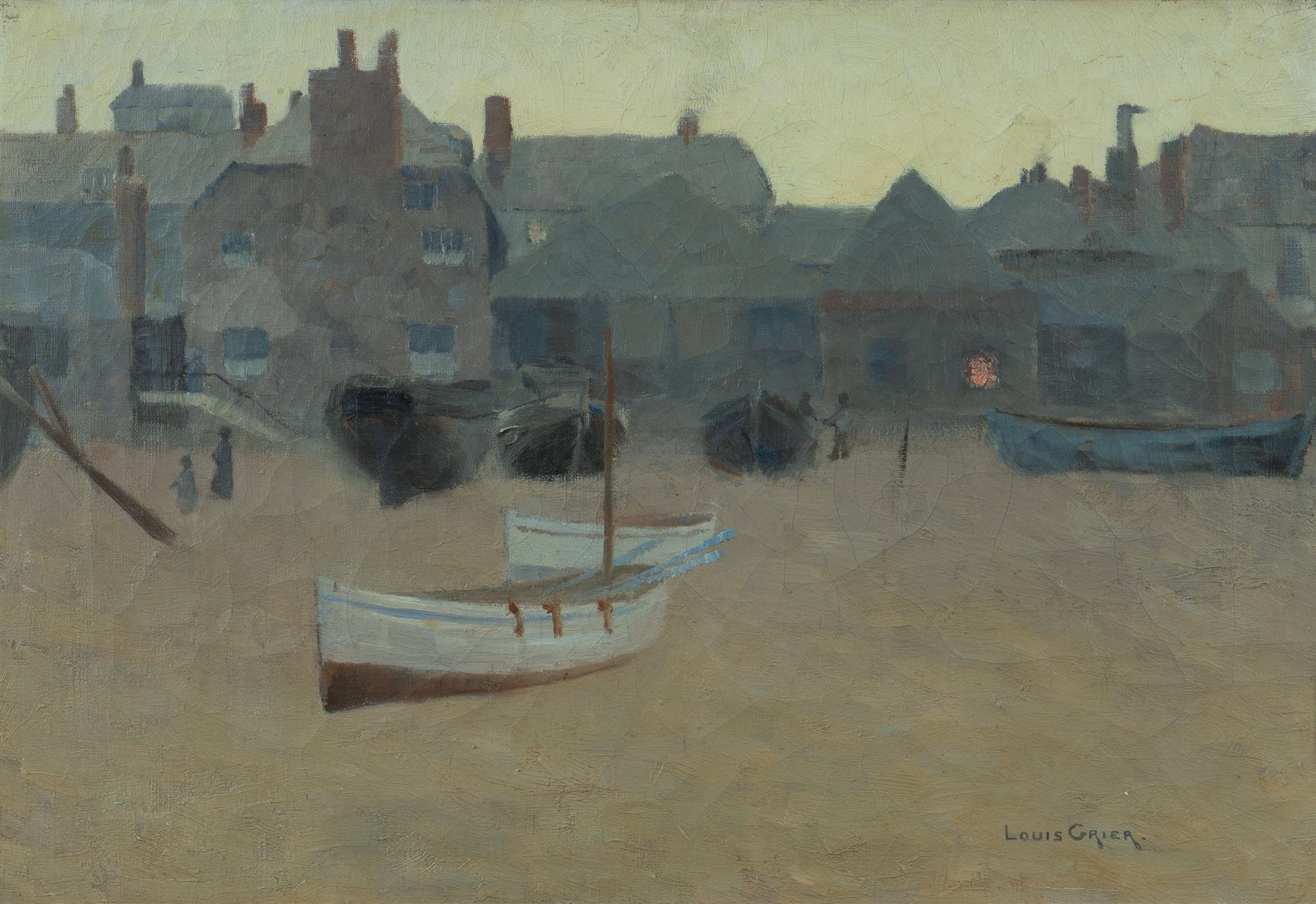
Louis Grier: Strand mit Booten in St Ives

Louis Reginald James Monro Grier (* 1864 in Melbourne, Australien; † 1920 in St Ives, Vereinigtes Königreich) war ein australisch-britischer Landschaftsmaler und eine der bedeutendsten Persönlichkeiten der Künstlerkolonie von St Ives in Cornwall.

## Leben
Louis Grier wurde 1864 als Sohn irischer Eltern in Melbourne geboren und studierte in Toronto und London. In Kanada arbeitete er zunächst im Bankwesen, kehrte aber nach England zurück, um sich ganz der Malerei zu widmen. Ab 1888 stellte Louis Grier in der Royal Academy und in den Suffolk Street Galleries aus und ließ sich in St Ives nieder, wo er zusammen mit Julius Olsson, Adrian Stokes, John Alfred Arnesby Brown und Algernon Talmage eine informelle Künstlergruppe gründete, aus der später der renommierte St Ives Art Club hervorging.
In den Jahren vor dem Ersten Weltkrieg erlebte St Ives einen wachsenden Zustrom von Künstlern, die nicht nur von der unberührten Atmosphäre und dem unverwechselbaren Licht des Fischerdorfes angezogen wurden, sondern auch vom Renommee von Louis Grier und Julius Olsson. Studenten aus Großbritannien und anderen Ländern kamen nach St Ives, um hier zu studieren und zu arbeiten. Einige ließen sich hier nieder und wurden selbst erfolgreiche Maler, darunter Mary McCrossan, John Anthony Park und Robert Borlase Smart.
Louis Grier teilte sich das Ivy Tower Studio in Porthmeor mit seinem Bruder und arbeitete und unterrichtete später im Studio von The Foc'sle. Als er Julius Olsson verließ, um selbst zu unterrichten, wurde Algernon Talmage Julius Olssons Assistent. Sein Partner in dem neuen Unternehmen, das den Namen The St Ives School of Art trug, war John Noble Barlow, und es wurden Kurse in „Landschaft, Meer, Figur und Stillleben, sowohl in Öl als auch in Aquarell nach der Natur“ angeboten. Louis Grier war als Partylöwe bekannt, ein fröhlicher und geselliger Mensch, der auffällige Kleidung trug, darunter einen schwarzen Umhang und hohe Stiefel.

## Werk
Louis Grier spezialisierte sich auf Landschaftsmalerei und schuf Werke, die die Küstenlandschaft und das ländliche Leben in Cornwall darstellten. Sein Werk war stark von James McNeill Whistler und dem französischen Impressionismus beeinflusst, und seine stilistische Freiheit rief sowohl die Bewunderung seiner Schüler als auch eine gewisse Abneigung bei traditionelleren Malern hervor. Er war der Autor von „A Painters Club (at St Ives, Cornwall)“ in The Studio und einer der Unterzeichner des Glanville Briefes (November 1898).